# Periculum in mora
 Periculum in mora лат. (изговор: перикулум ин мора). Опасност је у оклијевању. (Тит Ливије)

## Поријекло изреке
Ову изреку је изрекао у смјени ера највећи римски историчар Тит Ливије.

## Изрека у српском језику
У српском језику постоји изрека са истим смислом: „Ко разгађа, не погађа!“

## Тумачење
У свакодневном животу, у бизнису и рату, оклијевање је често губитак и пораз, не ријетко са фаталним исходом.